# Alabama Concerto
Alabama Concerto è un album di John Benson Brooks con Cannonball Adderley e Art Farmer, pubblicato dalla Riverside Records nel 1958.

## Tracce
Lato A
1. First Movement – 11:03 (John Benson Brooks)
2. Second Movement – 10:08 (John Benson Brooks)

Lato B
1. Third Movement – 8:19 (John Benson Brooks)
2. Fourth Movement – 10:07 (John Benson Brooks)

## Musicisti
- Art Farmer - tromba
- John Benson Brooks - conduttore musicale, arrangiamenti
- John Benson Brooks - pianoforte (solo in: Third Movement)
- Cannonball Adderley - sassofono alto
- Barry Galbraith - chitarra
- Milt Hinton - contrabbasso